# Міцний горішок
«Міцни́й горі́шок» (англ. Die Hard) — американський бойовик 1988 року, знятий режисером Джоном МакТірнаном за романом Родеріка Торпа «Ніщо не вічне». Спочатку сценарій писався для продовження фільму «Командо». Проте Арнольд Шварценеггер відмовився від ролі і сценарій був перероблений під іншого головного героя та отримав нову назву. У радянські часи (до 1991 року), фільм показували у відеосалонах у перекладі на російську мову та озвученні Леоніда Володарського, під назвою «Помри важко, але гідно», а також у перекладі Андрія Гаврилова під назвою «Непереможний». Бойовик не призначений для перегляду дітям і підліткам до 16 років. Фільм супроводжується чотирма продовженнями: «Міцний горішок 2», «Міцний горішок 3: Відплата», «Міцний горішок 4.0» і «Міцний горішок: Гарний день, аби померти». Також за словами Брюса Віліса, було намічено вихід 6-го «Міцного горішка». На 1 березня 2024 року, фільм посідав 118-те місце у списку 250 кращих фільмів за версією IMDb.

## Сюжет
У переддень Різдва Нью-Йоркський офіцер поліції Джон МакКлейн прибуває до Лос-Анджелеса, щоб помиритися зі своєю дружиною Голлі, яка живе окремо, щоб робити кар'єру юристки-міжнародниці в корпорації «Накатомі». Водій лімузину Аргайл привозить його в хмарочос «Накатомі Плаза», де проходить різдвяна вечірка, поєднана зі святкуванням вигідного для компанії контракту, укладеного не без Голлі Дженейро (на роботі Голлі використовувала дошлюбне прізвище). Поки Джон перевдягається, вечірку перериває Ганс Ґрубер, великий терорист із Західної Німеччини з добре озброєною групою: Карлом, Франко, Тоні, Тео, Александром, Марко, Крістофом, Едді, Улі, Генріхом, Фріцем і Джеймсом. Група захоплює хмарочос вище 30 поверху і бере заручників. В заручники беруть всіх, за винятком МакКлейна, якому вдається вислизнути, але босоніж (в літаку його сусід за місцем запропонував ходити без взуття по килиму, щоб було легше відійти від авіаперельоту).
Ґрубер забирає з натовпу заручників виконавчого директора Накатомі Джозефа Такагі, заявляючи, що має намір провчити корпорацію Накатомі за її скупість. Перебуваючи далеко від заручників, Ґрубер намагається дізнатися у Такагі код від комп'ютера Накатомі Плаза, щоб проникнути в сховище будівлі. Ґрубер зізнається, що вони використовують тероризм як прикриття, поки вони намагаються викрасти 640 мільйонів доларів у вигляді облігацій із сейфу Накатомі. Такагі відмовляється співпрацювати, пояснюючи, що всі коди до сейфу приходять тільки з Токіо, і Ганс вбиває його, тоді як МакКлейн таємно за цим спостерігає. Для того, щоб викликати поліцію, Джон вмикає пожежну сигналізацію, але терористи її вимикають, і один з них (Тоні) приходить розібратися з людиною, яка її увімкнула. МакКлейн вбиває його, бере його зброю і рацію. Рацію він використовує, щоб зв'язатися з поліцією Лос-Анджелеса. Для перевірки відправляють сержанта Ела Пауела. Тим часом люди Ганса намагаються вбити Джона, але поліцейський вбиває їх самих. Пауел, не знайшовши нічого дивного біля хмарочоса, збирається виїхати, але МакКлейн скидає труп Марко на машину поліцейського. Ел викликає підкріплення, і незабаром будівлю оточують. МакКлейн бере сумку Генріха з вибухівкою С-4 і детонатори до неї.
Поліція штурмує будівлю разом з командою спецназу і броньованою машиною. Атаку запобігли Джеймс і Александр, які розстрілюють броньовану машину ракетами з протитанкового гранатомету. Джон скидає вибухівку С-4 в шахту ліфта, підірвавши перші поверхи будівлі, де перебували Джеймс і Александр. Працівник Накатомі Гаррі Елліс намагається стати посередником між Гансом і Джоном, щоб той повернув детонатори. МакКлейн відмовився їх повернути, і Ганс вбиває Елліса. Перевіряючи вибухівку, закладену на даху, Ганс зіштовхується з МакКлейном. Ганс представляється втікачем-заручником, і Джон дає йому зброю. Ганс намагається вбити МакКлейна, але розуміє, що в пістолеті немає набоїв. До того, як Джон тікає, до Ганса на допомогу приходять Карл, Франко і Фріц. Джон вбиває Фріца і Франко, але змушений тікати, залишивши детонатори бандитам. Тим часом зломник сейфу Тео, повідомляє Ґруберу, що впорався з п'ятьма механічними замками і залишився один електричний.
До Накатомі Плаза прибувають агенти ФБР і беруть командування на себе. Спершу вони наказують вимкнути світло в приміщенні. Це бачать агенти ФБР і вимагають вимкнути електрику будь-яким способом, навіть знеструмивши цілу підстанцію, що живить 10 кварталів. Втрата електрики виводить останній замок сховища з ладу, як і передбачав Ґрубер. Це дозволяє грабіжникам дістатися до облігацій. Ганс вимагає, щоб на дах надіслали гелікоптер для транспортування — він має намір підірвати дах, щоб убити заручників і підлаштувати власну смерть. Карл знаходить МакКлейна, герой вбиває злочинця і вирушає на дах. Тим часом Ганс бачить репортаж новин з Річардом Торнбергом, в якому показують дітей МакКлейна, і, побачивши реакцію Голлі, знаходить в її кабінеті фотографію сім'ї МакКлейнів, розуміючи, що МакКлейн — чоловік Голлі. Терористи наказують заручникам йти на дах, але Ганс бере Голлі із собою, щоб використовувати проти МакКлейна. Джон вбиває Улі і посилає заручників вниз до вибуху, який знищив дах і гелікоптер ФБР.
Тео йде в паркувальний гараж, щоб забрати машину для втечі, але його відправляє в нокаут Аргайл, замкнений в гаражі весь цей час. Виснажений МакКлейн знаходить Голлі з Ґрубером і рештою терористів, але виявляє, що магазин його автомата порожній, а в пістолеті залишилось лише два набої. Джон виходить до терористів і сходу вирубає прикладом Крістофа. Він кидає зброю і відволікає Ганса та Едді сміхом, що дозволяє йому вихопити схований за спиною пістолет, прикріплений скотчем до його спини. Раптово Джон кричить Голлі пригнутися і стріляє Гансу в плече, а останнім набоєм вбиває Едді пострілом в голову. Ґрубер розбиває собою вікно, але чіпляється за подарований компанією Накатомі Голлі наручний годинник. В останню мить, коли Ґрубер вже наводить на МакКлейнів пістолет, Джону вдається розстібнути браслет годинника і Ганс Ґрубер падає вниз із 30 поверху.
МакКлейна і Голлі супроводжують з будівлі, і вони зустрічають Пауела. Терорист Карл (якого нібито вбив МакКлейн) виходить з будівлі під виглядом заручника і намагається застрелити Джона, але його вбиває Пауел. Аргайл вибиває двері гаража лімузином. Потім прибуває репортер Торнберг і пробує взяти у Джона інтерв'ю, але Голлі б'є його в обличчя. Аргайл відвозить Джона і Голлі.

## У ролях
| Актор                    | Роль                                           |
| ------------------------ | ---------------------------------------------- |
| Брюс Вілліс              | Джон Макклейн                                  |
| Алан Рікман              | Ганс Ґрубер                                    |
| Бонні Беделіа            | Голлі Дженейро-МакКлейн                        |
| Реджинальд Велджонсон    | сержант Аль Пауелл                             |
| Пол Глісон               | заступник начальника поліції Двейн Т. Робінсон |
| Вільям Атертон           | Річард Торнбург                                |
| Гарт Бокнер              | Гаррі Елліс                                    |
| Джеймс Шигета            | Джозеф Йосінобу Такагі                         |
| Олександр Годунов        | Карл                                           |
| Роберт Даві              | спеціальний агент ФБР Джонсон                  |
| Гранд Л. Буш             | агент ФБР Джонсон                              |
| Бруно Дойон              | Франко                                         |
| Деворо Вайт              | Аргайл                                         |
| Андреас Вішневські       | Тоні                                           |
| Джейсон Стейтем          | Агент                                          |
| Кларенс Гільярд молодший | Тео                                            |
| Джої Пліва               | Александр                                      |
| Лоренцо Каччаланца       | Марко                                          |
| Жерар Бонн               | Крістоф                                        |
| Денніс Гейден            | Едді                                           |
| Аль Леонг                | Улі                                            |
| Гері Робертс             | Генріх                                         |
| Ганс Бурінгер            | Фріц                                           |

## Переклади назви фільму
- У часи СРСР фільм був перекладений російською мовою нелегальними видавцями як «Помри важко, але достойно». У перекладі Андрія Гаврилова картина фігурувала під назвою «Непереможний». Коли фільм вийшов у кінопрокат 1991 року, в кінотеатрах він ішов російською мовою вже під нині вживаною назвою «Міцний горішок».
- У Фінляндії фільм вийшов під назвою «Vain kuolleen ruumiini yli», що означає «Через мій труп». Зате друга кінострічка (знята фіном Ренні Харліном), і всі наступні виходили вже як «Die Hard».
- Польська назва фільму — «Скляна пастка».
- Угорська назва фільму — «Віддай своє життя дорожче», назва сіквела — «Твоє життя ще дорожче», назва тріквела — «Життя завжди дороге».
- У Німеччині перша частина фільму, так само як і всі інші, йшла в прокаті під назвою «Stirb langsam» — «Помри повільно».
- В Іспанії фільм ішов під назвою «Кришталеві джунглі» з натяком на скляну будівлю хмарочоса Накатомі.
- Четверта частина вийшла у Франції під назвою «Повернення до пекла».

## Нагороди та номінації
| Рік  | Результат | Нагорода або фестиваль         | Категорія                   | Примітки |
| ---- | --------- | ------------------------------ | --------------------------- | -------- |
| 1989 | Номінація | Премія «Оскар»                 | Найкращий звуковой монтаж   |          |
| 1989 | Номінація | Премія «Оскар»                 | Найкращі візуальні ефекти   |          |
| 1989 | Номінація | Премія «Оскар»                 | Найкращий монтаж            |          |
| 1989 | Номінація | Премія «Оскар»                 | Найкращий звук              |          |
| 1989 | Перемога  | BMI Film & TV Awards           | BMI Film Music Award        |          |
| 1989 | Номінація | Edgar Allan Poe Awards         | Найкращий фільм             |          |
| 1990 | Перемога  | Awards of the Japanese Academy | Найкращий фільм іншою мовою |          |
| 1990 | Перемога  | Blue Ribbon Awards             | Найкращий фільм іншою мовою |          |

## Цікаві факти

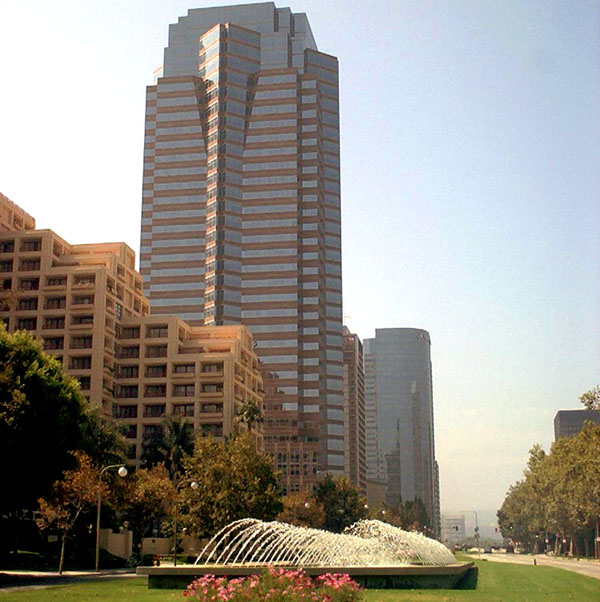
Fox Plaza у Лос-Анджелесі, де проходили зйомки

- Роман Родеріка Торпа, за яким поставлений фільм, називається «Ніщо не вічне» — це продовження іншого його роману, «Детектив», за яким у 1968 році був поставлений фільм з Френком Сінатрою у головній ролі.[10]
- У книзі Родеріка Торпа головний герой рятує від злочинців свою доньку, у фільмі — дружину.[11]
- Брюс Вілліс був п'ятим актором, якого розглядали на цю роль. Спочатку Мактірнан хотів взяти свого гарного знайомого Арнольда Шварценеггера, потім — Сільвестра Сталлоне, потім Берта Рейнольдса, потім Річарда Гіра. Зрештою обрав Вілліса. Вілліса призначили на цю роль всупереч тому, що він ніколи раніше не грав у бойовиках. Автори фільму просто вирішили, що він привнесе гумор і легкість у виконанні цієї серйозної чоловічої ролі.
- Над фільмом Вілліс працював одночасно зі зніманням у серіалі «Детективне агентство «Місячне сяйво»».
- В перший же день знімань виконавець головної ролі стрибнув з метрового виступу, пошкодив хрящ у коліні і до кінця проєкту носив скоби на нозі. В сценах, де необхідно стояти, він опирався на здорову ногу.
- Вілліс отримав за цей фільм 5 мільйонів доларів, встановивши новий стандарт фіксованого акторського гонорару.
- У дев'яти із дванадцяти бандитів зріст перевищує метр вісімдесят.
- На роль своєї дружини Вілліс сам порекомендував Бонні Беделіа.
- Джон МакТірнан навмисно не показував великого плану особи Ганса Ґрубера, коли той стріляє з будь-якої зброї, через те що Алан Рікман постійно здригався з кожним пострілом, що ніяк не в'язалося з образом жорстокого і нещадного терориста.
- Кампанія «гіперреалізму» режисера дорого обійшлася Брюсу Віллісу: постріли в сцені стрільби крізь стільницю були настільки гучними, що він втратив слух.
- Сцена, в якій МакКлейн падає в шахту ліфта, стала наслідком невдалого трюку. Спочатку каскадер повинен був вхопитися за перший вентиляційний отвір. Проте творці фільму залишили цей кадр, змонтувавши його з кадром, де МакКлейн хапається за наступний вентиляційний отвір, вважаючи, що це буде виглядати більш захопливо.
- Актору виготовили особливі пластикові підробки босих ніг, це помітно у деяких сценах за розміром стоп.
- Для знімань фільму використовувалась будівля, що належить кінокомпанії 20th Century Fox. Вона має назву «Fox Plaza» і була побудована лише за кілька місяців до знімань картини. Показово, що після виходу фільму і дотепер, всередині будівлі заборонене будь-яке фото- і відеознімання.
- Вислів «yippee-kai-yay» є неправильно зрозумілим техаським вигуком і насправді є просто безглуздим.
- На офіційному постері до кінокартини не було жодної згадки про Брюса Вілліса і його зображення.
- Ганс Ґрубер отримав своє ім'я на честь одного з персонажів «Хлопця на прізвисько Флінт» (1966).
- За сценарієм, заручників повинні були утримувати три дні, але все помістилося в один.
- Сцена, в якій МакКлейн і Ганс Ґрубер зустрічаються на горищі, і Ґрубер прикидається одним із заручників, була додана до сценарію по ходу знімань, коли Мактірнан помітив, що Алан Рікман чудово підробляє американський акцент. Автори картини хотіли, щоб головний хороший і головний поганий герої, зустрілися по ходу фільму ще до фінальної сцени, і вирішили використати для цього талант Рікмана.
- Під час знімання падіння Ганса Ґрубера з хмарочоса, актор Алан Рікман дійсно скидався з невеликої (6-7 метрів) висоти. Водночас, режисерові фільму МакТірнану довелося стрибнути першому, щоб довести, що це безпечно. Для одержання природнішої реакції, Алан Рікман був відпущений не на рахунок «три», а на рахунок «два». Працюючи над картиною, Рікман отримав травму коліна.
- У німецькому варіанті дублювання фільму на DVD імена бойовиків (в оригіналі типові німецькі імена: Ганс, Карл тощо) змінені на звичні американські: Ганс став Джеком, Карл — Чарлі і так далі. Фраза Джона про те, що терористи судячи з усього — німці, замінена на повідомлення, що терористи — вихідці зі Східної Європи.
- В одній з останніх сцен фільму Ганс говорить МакКлейну, що цього разу «Джон Вейн не поскаче на захід разом з Грейс Келлі». На що МакКлейн відповідає: «Це був Гері Купер, виродок». Дана словесна перепалка є посиланням на вестерн «Рівно опівдні» (1952).
- Сноби в компанії слухають Баха.
- Музика, яка грає у сцені, де Пауелл вбиває Карла, — це невикористаний трек з саундтреку Джеймса Хорнера до фільму «Чужі» (1986).
- Чорношкірий актор Реджинальд Велджонсон через роль дільничного Пауела потім не міг відбитися від бісквітів «Твінкіз», які йому вручали прихильники фільму.
- Вираз «Yippee-kai-yay, motherfucker!» («Йо-хо-хо, виродок!») став візитівкою персонажа: він присутній в усіх п'яти фільмах. Цей вислів був названий 96-м у списку 100 найвеличніших кінофраз журналу «Premiere» 2007 року.[12] У метал-групи The Tony Danza Tapdance Extravaganza навіть існує пісня з такою назвою.
- В наявності посилання щодо японської атаки на Перл-Гарбор: пряма згадка керівника «Накатомі» і пароль «Акагі» (назва одного з японських авіаносців).
- В скарбниці, крім інших цінностей, є картина Едгара Дега «Школа танців», яка зберігається у вашингтонській галереї мистецтв Коркоран.
- Інтер'єри наслідують стиль архітектора Френка Ллойда Райта.
- Перший постріл у фільмі відбувається лише на 18-й хвилині хронометражу.

## Помилки у фільмі
- Охоронець відвернув увагу на перегляд американського футболу між командами коледжів, натомість вже після листопада в США розпочинаються сесії, тож такі змагання не проводяться.
- Водій лімузина наливає собі віскі, коли дізнається про терористів. Мить потому склянка вже порожня.
- Різак, яким зламують замок будівлі, видає звук дрилі або шліфувальної машини.
- Набагато простіше було розбити скло, ніж потрапити всередину: на практиці з'ясовується, що воно ламке.
- Знайдена терористами пила працює вхолосту, але глядач чує це як роботу по матеріалу.
- Переслідувачі могли чітко відстежити головного героя за кривавими слідами від стоп.
- Ганс вимовив «Schiess den Fenster» (нім. Стріляй у вікно), правильно було б «Zerschiess das Fenster» (нім. Розстрілюй вікна).
- Головний герой підіймається за заручниками на дах без майки, але коли стріляє у повітря, вже одягнений у неї.
- ФБР віддає наказ відправити на місце злочину два гелікоптери, але другий зник безслідно.
- Сорочка МакКлейна змінює колір з білої на темно-сіру, але згодом на ній знову з'являються білі ділянки поряд з кривавими.
- Після того, як голова мертвого терориста в шапці Санта-Клауса розгорнута, очі самовільно заплющуються.
- Улі починає їсти батончик Nestlé, але доїдає вже Mars.

## Телепокази
Прем'єра фільму на Американському телебаченні відбулася 25 грудня 1988 року на телеканалі FOX. З 1989 року дотепер (2020-і) виходили численні повтори фільму на американських телеканалах FOX, NBC, ABC та PBC, а у Великій Британії — на BBC та ITV. У Франції версія фільму з французьким дублюванням виходить зокрема на телеканалі TF1. У Німеччині версію фільму з німецьким дублюванням показують на телеканалі ZDF.
В Україні прем'єра фільму відбулася 21 вересня 1997 року на каналі «1+1» з двоголосим закадровим озвученням студії «1+1».
Прем'єра українською мовою відбулася 14 травня 2021 року на каналі «ICTV» з повним українським дублюванням студії «Так Треба Продакшн».

## Українське озвучення

### Двоголосе закадрове озвучення студії «1+1» (1997)
Ролі озвучували: Владислав Пупков та Ірина Стасів

### Багатоголосе закадрове озвучення студії«Так Треба Продакшн»(2008)
Ролі озвучували: Анатолій Пашнін, Олег Стальчук, Юрій Ребрик, Олена Бліннікова та Наталя Поліщук

### Дубляж студії«Так Треба Продакшн»(2021)
Ролі дублювали: Роман Чорний, Вікторія Левченко, Дмитро Терещук, Юрій Гребельник, Андрій Альохін, В'ячеслав Скорик, Кирило Татарченко, Людмила Чиншева та інші.